# Kletterasienmeisterschaft
Die Kletterasienmeisterschaft wird seit 1992 an wechselnden Orten in Asien veranstaltet. Sie wird seit 2007 von der International Federation of Sport Climbing (IFSC) organisiert, davor war die UIAA für die Ausrichtung verantwortlich. Die erste Austragung fand 1992 in Seoul statt.
Es werden die Disziplinen Lead, Bouldern, Speed und Kombination ausgetragen. 2014, 2015, 2016 und 2018 wurde zudem Speed Relay (SR) ausgetragen.

## Austragungsorte
| Jahr | Ort               | Datum                  | Disziplin          |
| ---- | ----------------- | ---------------------- | ------------------ |
| 1992 | Seoul             | 12.–13. Dezember 1992  | L                  |
| 1993 | Changchun         | 11.–12. Dezember 1993  | L                  |
| 1994 | Matsumoto         |                        | L + S              |
| 1995 | Singapur          |                        | L + S              |
| 1998 | Taoyuan           | 19.–20. Dezember 1998  | L + S              |
| 2000 | Kuala Lumpur      | 25.–26. November 2000  | L + S              |
| 2001 | Jakarta           | 27.–28. Oktober 2001   | L + S              |
| 2001 | Yonghe            | 19.–20. Dezember 2001  | B                  |
| 2002 | Toyama            | 12.–13. Oktober 2002   | L + S              |
| 2003 | Beijing           | 23.–24. August 2003    | L + S              |
| 2004 | Jeollanam-do      | 30.–31. Oktober 2004   | L + S              |
| 2005 | Kerman            | 20.–22. September 2005 | L + S              |
| 2006 | Kaohsiung         | 26.–29. Oktober 2006   | L + B + S          |
| 2007 | Guangzhou         | 8.–11. November 2007   | L + B + S          |
| 2008 | Guangzhou         | 21.–25. Mai 2008       | L + B + S          |
| 2009 | Chuncheon         | 28.–30. August 2009    | L + B + S          |
| 2010 | Changzhi          | 16.–19. September 2010 | L + B + S          |
| 2011 | Huangshi          | 9.–1. Dezember 2011    | L + B + S          |
| 2012 | Leye              | 25.–28. April 2012     | L + B + S          |
| 2013 | Teheran           | 22.–24. Mai 2013       | L + B + S          |
| 2014 | Lombok            | 1.–3. Oktober 2014     | L + B + S          |
| 2015 | Ningbo            | 20.–22. November 2015  | L + B + S + SR     |
| 2016 | Duyun             | 3.–6. August 2016      | L + B + S + SR     |
| 2017 | Tehran            | 18.–21. September 2017 | L + B + S + SR     |
| 2018 | Kurayoshi         | 7.–11. November 2018   | L + B + S + K      |
| 2019 | Bogor             | 6.–10. November 2019   | L + B + S + K + SR |
| 2022 | Seoul             | 10.–16. Oktober 2022   | L + B + S + K      |
| 2024 | Tai’an (Shandong) | 10.–14. Oktober 2024   | L + B + S          |

## Ergebnisse

### Männer

#### Lead
| Jahr | Gold                  | Silber           | Bronze          |
| ---- | --------------------- | ---------------- | --------------- |
| 2000 | Yuji Hirayama         | Son Sang-won     | Keita Mogaki    |
| 2002 | Takaaki Tsuiki        | Kim Dong-sik     | Cho Kyu-bog     |
| 2003 | Kim Ja-ha             | Cao Rongwu       | Liu Changzhong  |
| 2004 | Son Sang-won          | Yuji Hirayama    | Chae Min-woo    |
| 2005 | Son Sang-won          | Kim Ja-bee       | Hidekazu Ito    |
| 2006 | Yuji Hirayama         | Sachi Anma       | Son Sang-won    |
| 2007 | Son Sang-won          | Sachi Anma       | Min Hyun-bin    |
| 2008 | Sachi Anma            | Min Hyun-bin     | Son Sang-won    |
| 2009 | Son Sang-won          | Min Hyun-bin     | Hidekazu Ito    |
| 2010 | Min Hyun-bin          | Son Sang-won     | Kazuma Watanabe |
| 2012 | Min Hyun-bin          | Davoud Rekabi    | Park Ji-hwan    |
| 2013 | Gholam Ali Baratzadeh | Reza Kolasangian | Kim Ja-bee      |
| 2014 | Min Hyun-bin          | Aan Aviansyah    | Ma Zida         |
| 2015 | Keiichiro Korenaga    | Minoru Nakano    | Qu Haibin       |
| 2016 | Keiichiro Korenaga    | Pan Yufei        | Taito Nakagami  |
| 2017 | Kokoro Fujii          | Qu Haibin        | Yoshiyuki Ogata |
| 2018 | Kokoro Fujii          | Hidemasa Nishida | Tomoaki Takata  |
| 2019 | Kokoro Fujii          | Shuta Tanaka     | Taisei Honma    |
| 2022 | Tomoa Narasaki        | Yoshiyuki Ogata  | Kokoro Fujii    |
| 2024 | Shion Omata           | Pan Yufei        | Satone Yoshida  |

#### Bouldern
| Year | Gold                  | Silber          | Bronze          |
| ---- | --------------------- | --------------- | --------------- |
| 2001 | Lee Jae-yong          | Yuichi Miyabo   | Tomoki Usami    |
| 2006 | Akito Matsushima      | Son Sang-won    | Keita Mogaki    |
| 2007 | Son Sang-won          | Keita Mogaki    | Kazuma Watanabe |
| 2008 | Tsukuru Hori          | Son Sang-won    | Kim Jang-hyuk   |
| 2009 | Son Sang-won          | Tsukuru Hori    | Kazuma Watanabe |
| 2010 | Min Hyun-bin          | Tsukuru Hori    | Keita Mogaki    |
| 2012 | Shinta Ozawa          | Min Hyun-bin    | Park Ji-hwan    |
| 2013 | Gholam Ali Baratzadeh | Kim Ja-bee      | Min Hyun-bin    |
| 2014 | Aan Aviansyah         | Ma Zida         | Qu Haibin       |
| 2015 | Tsukuru Hori          | Keita Watabe    | Rei Sugimoto    |
| 2016 | Yoshiyuki Ogata       | Tomoa Narasaki  | Chon Jong-won   |
| 2017 | Kokoro Fujii          | Yoshiyuki Ogata | Keita Watabe    |
| 2018 | Meichi Narasaki       | Keita Watabe    | Pan Yufei       |
| 2019 | Katsura Konishi       | Kokoro Fujii    | Rei Kawamata    |
| 2022 | Tomoa Narasaki        | Yoshiyuki Ogata | Katsura Konishi |
| 2024 | Sorato Anraku         | Sohta Amagasa   | Tomoa Narasaki  |

#### Speed
| Year | Gold                  | Silber            | Bronze                |
| ---- | --------------------- | ----------------- | --------------------- |
| 2000 | Ronald Mamarimbing    | Lai Chi Wai       | Daniel Abdullah       |
| 2002 | Lai Chi Wai           | Tan Leong Wai     | Yusof Yazid           |
| 2003 | Lai Chi Wai           | Chen Xiaojie      | Ma Hetai              |
| 2004 | Chen Xiaojie          | Abudzar Yulianto  | Hwang Pyeong-ju       |
| 2005 | Galar Pandu Asmoro    | Abudzar Yulianto  | Chen Xiaojie          |
| 2006 | Erianto Rozak         | Lai Chi Wai       | Akito Matsushima      |
| 2007 | Zhong Qixin           | Chen Xiaojie      | Zhang Ning            |
| 2008 | Zhong Qixin           | Zhang Ning        | Chen Xiaojie          |
| 2009 | Alexandr Nigmatulin   | Zhong Qixin       | Mikhail Yekimenko     |
| 2010 | Alexandr Nigmatulin   | Omid Sheikhbahaei | Mohsen Mohammadinejad |
| 2012 | Rindi Sufriyanto      | Sayat Bokanov     | Alexey Molchanov      |
| 2013 | Zhong Qixin           | Reza Alipour      | Aspar Jaelolo         |
| 2014 | Fajri Ashari          | Rindi Sufriyanto  | Aspar Jaelolo         |
| 2015 | Galar Pandu Asmoro    | Reza Alipour      | Lin Penghui           |
| 2016 | Fajri Ashari          | Tonny Mamiri      | Ou Zhiyong            |
| 2017 | Reza Alipour          | Zhong Qixin       | Aspar Jaelolo         |
| 2018 | Muhammad Fajri Alfian | Sabri Sabri       | Aspar Jaelolo         |
| 2019 | Veddriq Leonardo      | Kiromal Katibin   | Rahmad Adi Mulyono    |
| 2022 | Lee Seung-beom        | Veddriq Leonardo  | Aspar Jaelolo         |
| 2024 | Wu Peng               | Amir Maimuratov   | Reza Alipour          |

#### Speed Relay
| Year | Gold                                                         | Silber                                                          | Bronze                                                             |
| ---- | ------------------------------------------------------------ | --------------------------------------------------------------- | ------------------------------------------------------------------ |
| 2015 | Indonesien Galar Pandu Asmoro Aspar Jaelolo Abudzar Yulianto | Volksrepublik China Li Guangdong Ou Zhiyong Zhong Qixin         | Südkorea Chae Sung-joon Cho Seung-woon Kim Hyun-jae                |
| 2016 | Volksrepublik China Lin Penghui Ou Zhiyong Zhong Qixin       | Indonesien Fajri Ashari Aspar Jaelolo Tonny Mamiri              | Volksrepublik China Bianba Zhaxi Li Guangdong Li Guangfeng         |
| 2017 | Indonesien Aspar Jaelolo Sabri Sabri Rindi Sufriyanto        | Iran Ehsan Asrar Mohammad Reza Ehteshamnia Hamid Reza Touzandeh | Indonesien Muhammad Hinayah Septo Wibowo Siburian Abudzar Yulianto |
| 2019 | Indonesien Sabri Sabri Rahmad Adi Mulyono Fatchur Roji       | Indonesien Kiromal Katibin Veddriq Leonardo Zaenal Aripin       | Kasachstan Amir Maimuratov Rishat Khaibullin Roman Kostyukov       |

#### Kombination
| Year | Gold            | Silber          | Bronze        |
| ---- | --------------- | --------------- | ------------- |
| 2018 | Meichi Narasaki | Rei Sugimoto    | Pan Yufei     |
| 2019 | Kokoro Fujii    | Yoshiyuki Ogata | Yuta Imaizumi |
| 2022 | Tomoa Narasaki  | Kokoro Fujii    | Lee Do-hyun   |

### Frauen

#### Lead
| Year | Gold          | Silber             | Bronze                  |
| ---- | ------------- | ------------------ | ----------------------- |
| 2000 | Go Mi-sun     | Kim Hyun-jung      | Liu Hiu Ying            |
| 2002 | Go Mi-sun     | Kim Hyun-jung      | Liu Hiu Ying            |
| 2003 | Go Mi-sun     | Rie Kimura         | Huang Liping            |
| 2004 | Kim Ja-in     | Go Mi-sun          | Yuka Kobayashi          |
| 2005 | Kim Ja-in     | Huang Liping       | Liu Hiu Ying            |
| 2006 | Kim Ja-in     | Akiyo Noguchi      | Liu Hiu Ying            |
| 2007 | Kim Ja-in     | Huang Liping       | Liu Hiu Ying            |
| 2008 | Kim Ja-in     | Yuka Kobayashi     | Han Seu-ran             |
| 2009 | Kim Ja-in     | Akiyo Noguchi      | Han Seu-ran             |
| 2010 | Kim Ja-in     | Akiyo Noguchi      | Shin Woon-seon          |
| 2012 | Kim Ja-in     | Han Seu-ran        | Renqing Lamu            |
| 2013 | Renqing Lamu  | Yelena Grunyashina | Tamara Kuznetsova       |
| 2014 | Kim Ja-in     | Risa Ota           | Elnaz Rekabi            |
| 2015 | Kim Ja-in     | Yuka Kobayashi     | Risa Ota                |
| 2016 | Akiyo Noguchi | Renqing Lamu       | Kim Ja-in               |
| 2017 | Aya Onoe      | Akiyo Noguchi      | Mei Kotake              |
| 2018 | Kim Ja-in     | Akiyo Noguchi      | Mei Kotake              |
| 2019 | Seo Chae-hyun | Nanako Kura        | Ragil Rakasiwi Kharisma |
| 2022 | Seo Chae-hyun | Oh Ga-yeong        | Kim Ja-in               |
| 2024 | Natsuki Tanii | Mei Kotake         | Natsumi Oda             |

#### Bouldern
| Year | Gold           | Silber        | Bronze                |
| ---- | -------------- | ------------- | --------------------- |
| 2001 | Go Mi-sun      | Kim Hyun-jung | Choi Shun Yuk         |
| 2006 | Akiyo Noguchi  | Kim Ja-in     | Tomoko Ogawa          |
| 2007 | Kim Ja-in      | Akiyo Noguchi | Huang Liping          |
| 2008 | Kim Ja-in      | Beatrix Chong | Han Seu-ran           |
| 2009 | Akiyo Noguchi  | Kim Ja-in     | Kim In-kyoung         |
| 2010 | Akiyo Noguchi  | Kim Ja-in     | Shin Woon-seon        |
| 2012 | Kim Ja-in      | Renqing Lamu  | Lee Hung-ying         |
| 2013 | Renqing Lamu   | Elnaz Rekabi  | Tamara Kuznetsova     |
| 2014 | Miho Nonaka    | Sa Sol        | Fitria Hartani        |
| 2015 | Miho Nonaka    | Akiyo Noguchi | Kim Ja-in             |
| 2016 | Akiyo Noguchi  | Aya Onoe      | Lee Hung-ying         |
| 2017 | Akiyo Noguchi  | Aya Onoe      | Puntarika Tunyavanich |
| 2018 | Futaba Ito     | Nanako Kura   | Saki Kikuchi          |
| 2019 | Seo Chae-hyun  | Nanako Kura   | Lee Hung-ying         |
| 2022 | Futaba Ito     | Luo Zhilu     | Seo Chae-hyun         |
| 2024 | Anon Matsufuji | Miko Nonaka   | Futaba Ito            |

#### Speed
| Year | Gold                  | Silber                      | Bronze               |
| ---- | --------------------- | --------------------------- | -------------------- |
| 2000 | Agung Etti Hendrawati | Yuyun Yuniar                | Kim Hyun-jung        |
| 2002 | Kim Joung-mi          | Choi Shun Yuk               | Zhang Qing           |
| 2003 | Agung Etti Hendrawati | Evi Neliwati                | Yuyun Yuniar         |
| 2004 | Evi Neliwati          | Agung Etti Hendrawati       | Lisa Cheng           |
| 2005 | Agung Etti Hendrawati | Evi Neliwati                | Lisa Cheng           |
| 2006 | Lisa Cheng            | Beatrix Chong               | Yuyun Yuniar         |
| 2007 | He Cuifang            | Li Chunhua                  | Pan Xuhua            |
| 2008 | He Cuifang            | He Cuilian                  | Li Chunhua           |
| 2009 | Li Chunhua            | He Cuifang                  | Dinara Irsaliyeva    |
| 2010 | He Cuilian            | Wang Yang                   | Li Chunhua           |
| 2012 | Wang Yang             | He Cuilian                  | Tamara Ulzhabayeva   |
| 2013 | Farnaz Esmaeilzadeh   | Tita Supita                 | Tamara Ulzhabayeva   |
| 2014 | Tita Supita           | Farnaz Esmaeilzadeh         | Mudji Mulyani        |
| 2015 | Tita Supita           | Tamara Ulzhabayeva          | Puji Lestari         |
| 2016 | He Cuilian            | Mudji Mulyani               | Tita Supita          |
| 2017 | Puji Lestari          | Song Yiling                 | Aries Susanti Rahayu |
| 2018 | Agustina Sari         | Song Yiling                 | Aries Susanti Rahayu |
| 2019 | Nurul Iqamah          | Tian Peiyang                | Rajiah Sallsabillah  |
| 2022 | Nurul Iqamah          | Desak Made Rita Kusuma Dewi | Rajiah Sallsabillah  |
| 2024 | Meng Shixue           | Tamara Ulzhabayeva          | Zhou Yafei           |

#### Speed Relay
| Year | Gold                                                           | Silber                                                         | Bronze                                                             |
| ---- | -------------------------------------------------------------- | -------------------------------------------------------------- | ------------------------------------------------------------------ |
| 2015 | Indonesien Puji Lestari Ita Triana Purnamasari Tita Supita     | Volksrepublik China He Cuilian Jiang Rong Pubu Zhuoma          | Singapur Janice Ng Judith Sim Zhang Bin Bin                        |
| 2016 | Indonesien Mudji Mulyani Tita Supita Santy Wellyanti           | Volksrepublik China He Cuilian Pubu Zhuoma Renqing Lamu        | Iran Farnaz Esmaeilzadeh Elnaz Rekabi Sima Soltani                 |
| 2017 | Indonesien Puji Lestari Aries Susanti Rahayu Santy Wellyanti   | Indonesien Fitriyani Rajiah Sallsabillah Dhorifatus Syafi'iyah | Iran Farnaz Esmaeilzadeh Azam Karami Hadis Nazari                  |
| 2019 | Indonesien Nurul Iqamah Rajiah Sallsabillah Amanda Narda Mutia | Indonesien Dhorifatus Syafi'iyah Mudji Mulyani Berthdigna Devi | Kasachstan Assel Marienova Tamara Ulzhabayeva Margarita Agambayeva |

#### Kombination
| Year | Gold          | Silber        | Bronze        |
| ---- | ------------- | ------------- | ------------- |
| 2018 | Akiyo Noguchi | Miho Nonaka   | Futaba Ito    |
| 2019 | Nurul Iqamah  | Nanako Kura   | Lee Hung-ying |
| 2022 | Seo Chae-hyun | Natsuki Tanii | Futaba Ito    |